# Даравка
Даравка — река в России, протекает по Череповецкому району Вологодской области. Устье реки находится в 5,4 км по левому берегу реки Сарка около деревни Новинка. Течёт в западном направлении. На реке расположена деревня Спас-Лом. Длина реки составляет 10 км.

## Данные водного реестра
По данным государственного водного реестра России относится к Верхневолжскому бассейновому округу, водохозяйственный участок реки — Рыбинское водохранилище до Рыбинского гидроузла и впадающие в него реки, без рек Молога, Суда и Шексна от истока до Шекснинского гидроузла, речной подбассейн реки — Реки бассейна Рыбинского водохранилища. Речной бассейн реки — (Верхняя) Волга до Куйбышевского водохранилища (без бассейна Оки).
Код объекта в государственном водном реестре — 08010200412110000009625.